# مقاطعة غارزا (تكساس)
مقاطعة غارزا (بالإنجليزية: Garza  County)‏ هي إحدى المقاطعات في ولاية تكساس، الولايات المتحدة الأمريكية.